# 大和町
大和町（たいわちょう）は、宮城県中部、黒川郡に属する町。2010年代の全国の市区町村で人口減少傾向のところが多い中で、人口増加率が高い。仙台市内へのアクセス性がよく、町内への企業や大型小売店舗の進出が増え、2022年度（令和4年度）には宮城県内で唯一の普通交付税不交付団体となった。

## 地理
宮城県中部、仙台市の北に位置する町である。
ほぼ真北が大衡村に、北西方が色麻町に、東方が大郷町に、南東方が利府町にそれぞれ接していて、町内中央部の東寄りの一角に富谷市が南方から突き出すような形で分立する、不規則な地形をしている。町役場はこれら大衡村と富谷市に南北から突き出された、回廊地帯のような一角（吉岡地区）に位置している。
土地利用面では、町面積の大半は穏やかな森林地帯に属し、先述の町役場を含めた一帯の東西を、吉田川が流れている。
内陸に位置しているため、隣接する富谷市や大衡村や色麻町と同様、冷涼・寒冷である。冬季は、日本海側の雪雲の影響も受けやすく積雪も少なくない。
なお、町内には隣接する色麻町や大衡村とまたがって王城寺原演習場（4,651ha）がある。1881年（明治14年）から旧陸軍が使用し、1945年（昭和20年）に米軍に接収された後、1958年（昭和33年）に返還された。

### 山岳
- 山岳：笹倉山（大森山）・陣ヶ森 91.1m・蘭山 780.6m・七ツ森・高倉山 954.5m・三峰山 1,418m・赤崩山 620.9m
- 河川：吉田川・宮床川[5]・竹林川・善川[6]

### 隣接している自治体・行政区
- 仙台市（青葉区、泉区）
- 富谷市
- 宮城郡：利府町
- 黒川郡：大衡村、大郷町
- 加美郡：色麻町

## 歴史
- 6世紀頃、鳥屋八幡古墳（宮城県指定史跡）から推測すると古墳時代後期には豪族が住んでいたと考えられている[7]。
- 14世紀半ばの大和町は、大崎直持に治められ、その一族の黒川氏直の所領だった。
- 1590年（天正18年）黒川晴氏が伊達に敗れると、鶴巣館の北麓の下草城を1610年（慶長15年） - 1616年（元和2年）の間、伊達政宗の三男伊達宗清が居城とする。
- 吉岡宿は江戸時代の1615年 - 1616年（元和元年 - 元和2年）、伊達宗清が3万8千石で吉岡所（吉岡城）を築城し、侍屋敷、足軽屋敷、寺社の移転、整備を行い、上町、中町、下町の伝馬町を設置。城下町・宿場としての体裁を整えた。
- 1662年（寛文2年）からは奥山氏、1757年（宝暦7年）から但木氏（ただきうじ、但木顕行）が統治した。
- 一方で、1666年（寛文6年）に、伊達宗房は宮床に居館を構え、宗房の子孫は一時期を除き、幕末まで宮床を本拠とした（宮床伊達氏）。
- 吉岡宿は仙台藩自体の直轄領ではなかったものの、出羽街道、松島道との分岐点で交通の要所であり、仙台以北では大きな宿場で黒川郡の中心となった。一方、仙台藩から助成金が給付されず、重い課役で、住民が少しずつ吉岡宿を離れた。

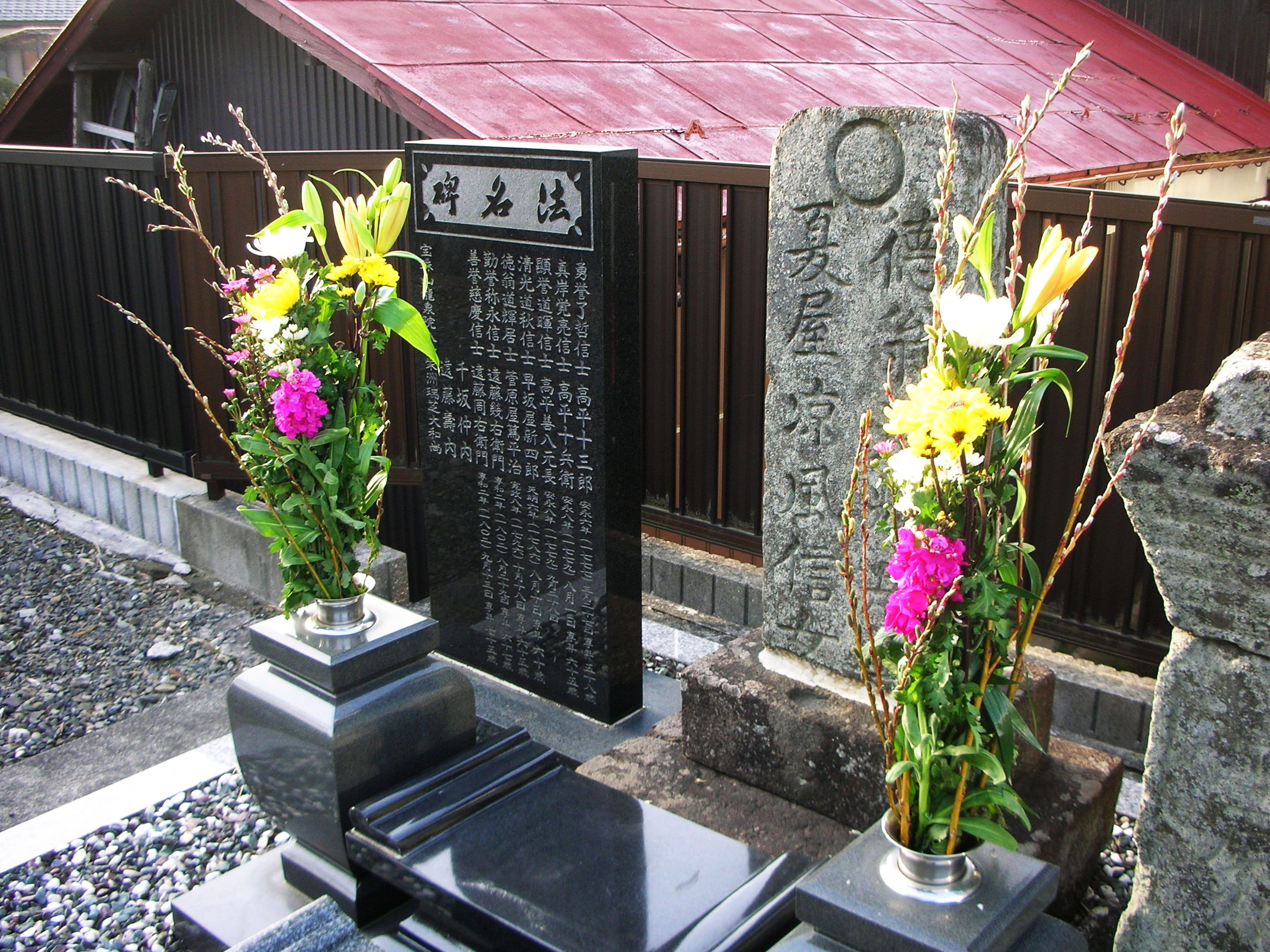
九品寺の国恩記顕彰碑（吉岡宿を救った9名）

- 商人の穀田屋十三郎（1720年（享保5年） - 1777年（安永6年））と菅原屋篤平治[8][注釈 1] は吉岡宿の住民の貧困をなんとか救おうと、黒川郡の大肝煎の千坂仲内[注釈 2] に相談するなどして、同志と合わせ9名[注釈 3][注釈 4] で1000両という大金（現在の金額でおよそ1億円 - 3億円）を8年かけて捻出し、その金を仙台藩に貸付けて、年末に受け取る1年ごとの利子で宿場を運営した（安永2年（1773年）頃から）。毎年暮れになると利息の100両を手にすることが出来るようになった吉岡宿は幕末に至るまで人口は減らなかった。
- 文化年間（1804年 - 1818年）では140軒と、仙台以北の奥州街道では大きな宿場に育った。
- 但木氏は、代々仙台藩奉行職を勤め、吉岡但木氏の5代目当主但木土佐は、幕末の仙台藩の財政立て直しに尽力するも、幕末の騒乱で敗戦、責任者として1869年（明治2年）5月19日処刑される。その墓が大和町吉田字一ノ坂28の保福寺にある[9]。
- 1929年（昭和4年）- 現・大和町武道館が落成。
- 1955年（昭和30年）4月20日 - 昭和の大合併により、吉岡町、落合村、鶴巣村、宮床村、吉田村が新設合併し、大和町が発足。
- 1997年（平成9年）- 宮城県農業短期大学を併合して、大和町唯一の宮城大学が開校。
- 2007年（平成19年）- 大和町立吉岡、鶴巣、落合、吉田の各中学校を統合して大和中学校が開校。
- 2010年（平成22年）- 役場庁舎が移転。
- 2011年（平成23年）- 東京エレクトロン宮城（株）の新工場が操業。
- 2013年（平成25年）4月1日 - 役場庁舎の北側に、駐車場、タクシープールを併設した大和町バスターミナルを開設。
- 2015年（平成27年）9月11日 - 平成27年9月関東・東北豪雨で吉田川や竹林川が氾濫、町内の住宅の一部や主要施設が冠水[10]。
- 2016年（平成28年）5月14日 - およそ240年ほど前の吉岡宿を舞台とした映画『殿、利息でござる!』（東日本放送、松竹）が公開された。
- 2019年（令和元年）10月13日 - 令和元年東日本台風（台風19号）の豪雨により吉田川の堤防から越水。付近一帯が水没した[11]。

## 行政
- 町長：浅野 俊彦
- 黒川地域行政事務組合（富谷市及び黒川郡内3町村、大和町、大郷町、大衡村で構成する複合一部事務組合）によって、病院、消防、し尿処理、ごみ処理の管理運営を行っている。

## 産業・経済
2020、2022年の「自治体経営力ランキング」で全国1位に選ばれた。

### 産業人口構成比
- 第一次産業 6.9%
- 第二次産業 36.0%
- 第三次産業 57.1%

（平成12年国勢調査報告）

### 仙台北部中核工業団地
大松沢丘陵上に、地域振興整備公団と宮城県土地開発公社の共同事業により造成された。近くには同様に仙台北部中核テクノポリス構想に基づいて大規模内陸工業団地として開発された第二仙台北部中核工業団地（大衡村）や、これらの団地の機能を補完する流通業務を目的として造成された大衡工業団地（大衡村）、また、宮城県長期総合計画に基づいて県内物流機能を目的として造成された大和流通団地（町内）がある

。

#### 仙台北部中核工業団地内にある主な企業
- 仙台小林製薬（医薬品の製造）
- ケルヒャージャパン
- トヨタ自動車東日本 宮城大和工場
- 富士フイルムフォトニックス
- 明治 東北工場
- センコー 仙台北支店（イオン東北RDC）
- 東京エレクトロン宮城

### 郵便
- 吉岡郵便局（集配局）
- 鶴巣郵便局
- 宮床郵便局
- 陸前吉田郵便局
- 大平簡易郵便局
- 鶴巣太田簡易郵便局

なお、学苑（地名）の集配業務等の管轄は泉西郵便局となっている（当地には、宮城大学などが所在）。

### 金融機関
配列は、統一金融機関コード順。
- 七十七銀行吉岡支店（指定金融機関）
- 仙台銀行吉岡支店
- 古川信用組合吉岡支店
- 新みやぎ農業協同組合
  - 大和支店
  - 大和インター支店

## 姉妹都市・提携都市
まほろば連邦
- 新潟県大和町（現南魚沼市）
- 茨城県大和村（現桜川市）
- 神奈川県大和市

- 山梨県大和村（現甲州市）
- 岐阜県大和町（現郡上市）
- 島根県大和村（現美郷町）

- 広島県大和町（現三原市）
- 山口県大和町（現光市）
- 福岡県大和町（現柳川市）

- 佐賀県大和町（現佐賀市）
- 鹿児島県大和村

## 地域

### 人口
| |                                        |  |
| 大和町と全国の年齢別人口分布（2005年） | 大和町の年齢・男女別人口分布（2005年） |  |
| ■紫色 ― 大和町 ■緑色 ― 日本全国 | ■青色 ― 男性 ■赤色 ― 女性              |  |
| 大和町（に相当する地域）の人口の推移 \| 1970年（昭和45年） \| 18,028人 \| \| \| 1975年（昭和50年） \| 18,584人 \| \| \| 1980年（昭和55年） \| 18,662人 \| \| \| 1985年（昭和60年） \| 18,768人 \| \| \| 1990年（平成2年） \| 18,814人 \| \| \| 1995年（平成7年） \| 22,856人 \| \| \| 2000年（平成12年） \| 24,410人 \| \| \| 2005年（平成17年） \| 24,509人 \| \| \| 2010年（平成22年） \| 24,894人 \| \| \| 2015年（平成27年） \| 28,244人 \| \| \| 2020年（令和2年） \| 28,786人 \| \| |                                        |  |
| 総務省統計局 国勢調査より |                                        |  |
| 1970年（昭和45年） | 18,028人                               |  |
| 1975年（昭和50年） | 18,584人                               |  |
| 1980年（昭和55年） | 18,662人                               |  |
| 1985年（昭和60年） | 18,768人                               |  |
| 1990年（平成2年） | 18,814人                               |  |
| 1995年（平成7年） | 22,856人                               |  |
| 2000年（平成12年） | 24,410人                               |  |
| 2005年（平成17年） | 24,509人                               |  |
| 2010年（平成22年） | 24,894人                               |  |
| 2015年（平成27年） | 28,244人                               |  |
| 2020年（令和2年） | 28,786人                               |  |

### 健康
- 公立黒川病院

### 教育

#### 大学
- 宮城大学

#### 高校
- 宮城県黒川高等学校
- 仙台白百合学園高等学校（住所は仙台市）

#### 中学校
- 大和町立大和中学校
- 大和町立宮床中学校

#### 小学校
- 大和町立吉岡小学校
- 大和町立小野小学校
- 大和町立宮床小学校
- 大和町立鶴巣小学校
- 大和町立落合小学校
- 大和町立吉田小学校

#### 幼稚園
- みやの森幼稚園

### 保育施設
- 大和すぎのこ保育園

## 交通

### 鉄道
町内を東北新幹線が通過しているが駅は無い。鉄道を利用する際の最寄り駅は仙台市地下鉄南北線の泉中央駅。
かつては町内を仙台鉄道が通り、町域に吉岡駅が設置されていた。1950年に台風の被害で運休し、そのまま1956年に廃止となった。

### バス
- 高速バス
  - ジェイアールバス東北
    - ドリーム古川／仙台・新宿号（バスタ新宿行）： 大和町バスターミナル  2024年3月31日をもって仙台－古川間が運行終了。[13]

  - ミヤコーバス
    - 特急仙台 - 大衡線： JAグリーンあさひな前 - 吉岡東 - 大和町バスターミナル - 吉岡営業所 - 大和町水道事業所前 - 大和町町民研修センター
      - 吉岡東から先、吉岡旧市街の外周（大和町役場・公立黒川病院が付近にある大和町バスターミナルや吉岡南地区など）を回って大衡村役場へ向かってゆく。
      - 大和町バスターミナルにはタクシーのりばも併設されている。
- 路線バス
  - 宮城交通・ミヤコーバス
    - 吉岡線： 泉中央駅 - 七北田 - あけの平 - 大和町バスターミナル - 吉岡営業所 - 吉岡志田町 - 道下

  - ミヤコーバス 
    - 北部工業団地線： 泉中央駅 - 七北田 - あけの平 - 大和町バスターミナル - 吉岡営業所 - 吉岡東 - 黒川高校前 - 松坂平五丁目

  - 大和町町民バス
    - 町が運行するコミュニティバスで、宮床地区、もみじが丘・杜の丘地区などをカバーしている。

  - 大郷町住民バス（グリーンネット絆）
    - 黒川高校（JAグリーンあさひな前 - 吉岡東の間）・公立黒川病院等への大郷町民の交通の便を確保するため乗り入れ。便によっては物産館で東北本線愛宕駅・仙石線高城町駅方面行などに乗り継げる。

  - 大衡村営バス「万葉バス」

### 道路

#### 高速道路
- 東北自動車道：鶴巣PA - 大和IC

#### 一般国道
- 国道4号
- 国道47号（4号と重複）
- 国道457号

#### 県道
- 宮城県道3号塩釜吉岡線
- 宮城県道9号大和松島線
- 宮城県道56号仙台三本木線
- 宮城県道57号大衡落合線

- 宮城県道147号桝沢吉岡線
- 宮城県道241号大和幡谷線
- 宮城県道256号西成田宮床線
- 宮城県道264号大衡仙台線

## 名所・旧跡・観光スポット・祭事・催事

### 施設
- まほろばホール
- 保健福祉総合センター
- 総合体育館
- 船形コロニー
- サテライト大和（競輪・場外車券売場、2023年3月末終了[14]）
- 立輪水辺公園
- あさひな湖畔公園
- 宮床ダム
- 南川ダム
- 嘉太神ダム
- ゴミ処理場（黒川地域行政事務組合が管理運営）
- 宮城県自転車競技場
- 魚板取水堰
- 風早峠の水
- にしぴりかの美術館

### 観光
- 鳥屋八幡古墳 （宮城県指定史跡）
- 吉岡東官衙遺跡（宮城県指定史跡）
- 信楽寺跡   （大和町指定文化財）
- 八谷館跡
- 船形山神社
- 吉岡所（吉岡城）
- 吉岡八幡神社
- 天皇寺
- 龍華院（大和町鶴巣・西村公朝作「ふれ愛観音全国47番」・早坂貞彦作「天井画」・日本でも珍しい「木造二階建の本堂」）
- 覚照寺と伊達御廟
- 七ツ森湖畔公園（立輪水辺公園、蛇石せせらぎ公園、宮橋公園、四十八滝運動公園）
- 七ツ森ふれあいの里（バンガロー、キャンプ場）[15]
- 原阿佐緒記念館（原阿佐緒の生家を改修した記念館）
- 宮床宝蔵（旧宮床伊達家住宅・大和町指定文化財）
- 百窯の里（台ヶ森焼）七ツ森陶芸体験館
- 山田の湯[16]

- 台ヶ森温泉
- 滝ノ原温泉
- 南川温泉
- 吉岡宿
- 酒の穀田屋（吉岡宿）穀田屋十三郎
- 九品寺

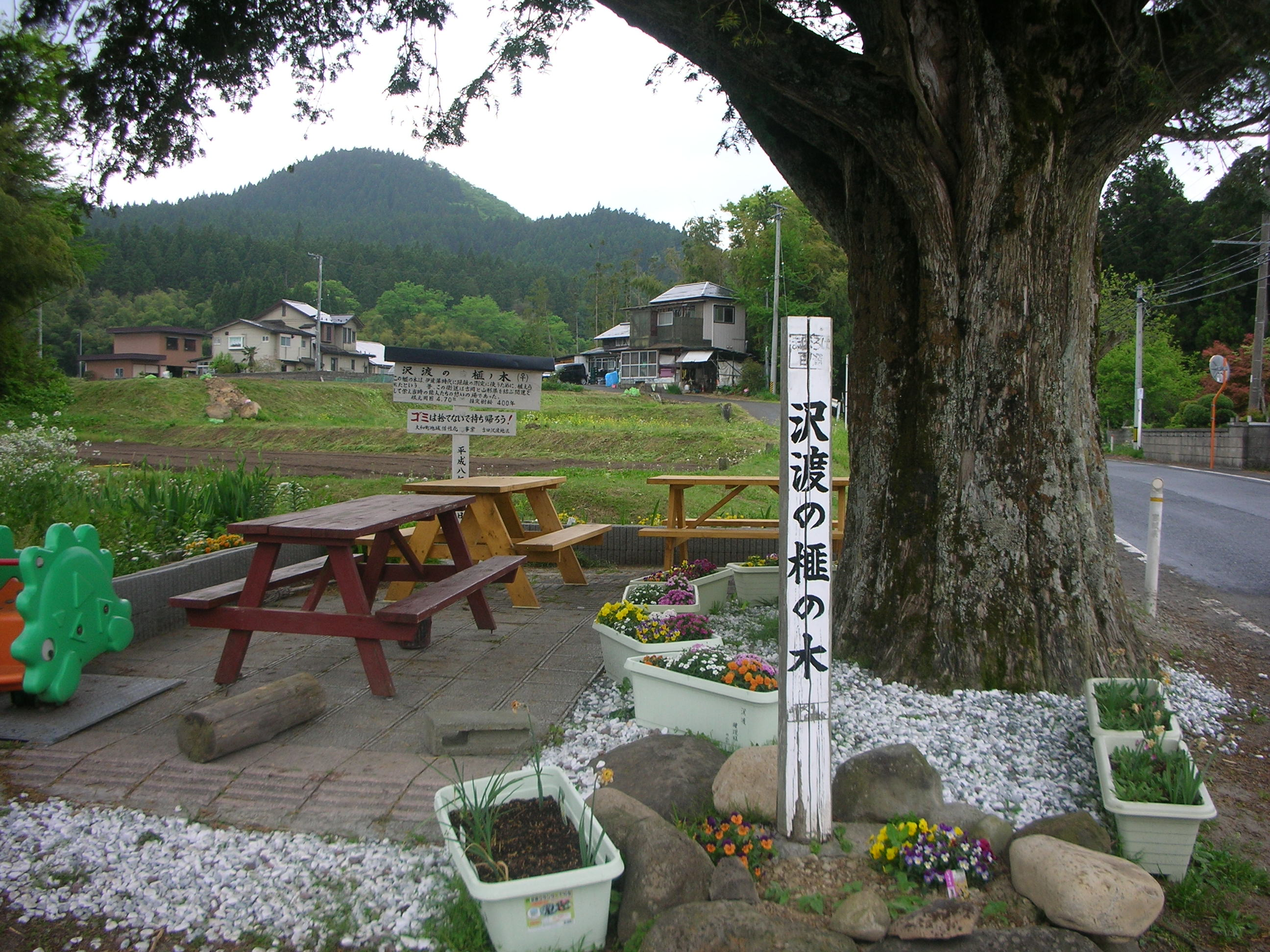
地域の人々に愛されている「沢渡の榧の木」樹齢400年超

- 石神山精神社（黒川郡式内社4座のうちの1座）
- 沢渡の榧の木（さわたりのカヤのき、江戸時代に伊達藩が植栽）…まほろば百選

### 祭り
- どんと祭（吉岡八幡神社・1月14日）
- 梵天ばやい（船形山神社・5月1日）
- 薬師如来大祭（笹倉山・5月8日）
- まほろば夏まつり「まほろば夢花火」（8月上旬）
- 輪くぐり（吉岡八幡神社・7月31日）
- やぶさめ（吉岡八幡神社・9月中旬）
- 島田飴まつり（吉岡八幡神社・12月14日）

### イベント
- 民謡「お立ち酒」全国大会（8月上旬）
- 陶器まつり（11月3日）
- たいわ産業まつり

## マスコットキャラクター
アサヒナサブロー
町の公式イメージキャラクター。伝説の大男「朝比奈三郎」がモチーフで、1993年に道路標識用のキャラクターとして誕生し、2010年からは町のPRを担っている。
アサヒナ十三郎
アサヒナサブローの分身で弟分のキャラクター。モデルは「穀田屋十三郎」。江戸時代の大和町吉岡宿を舞台とした映画「殿、利息でござる!」の制作を切っ掛けとして2016年5月に誕生。主に吉岡宿のPR活動に従事している。
ななちゃん・つもり君
大和警察署の交通安全防犯キャラクター。町内にある山「七ツ森」をモチーフとした女の子と男の子のペア
オノ・オーノ：おのまる：七ツもみ：小野小カッコウ
2018年度に決定した大和町立小野小学校の学校ゆるキャラ。それぞれ「オノ・オーノ／明るいもみじの妖精」「おのまる／賢い水芭蕉の妖精」「七ツもみ／わんぱくで強い七ツ森の妖精」「小野小カッコウ／賢い小野小の先生のようなキャラ」と、性格や特徴が設定されている。
仙台弁こけし
町内に本社を置いているエントワデザインによってプロデュースされた、仙台弁をしゃべるこけし。「いぎなし（とても）なまってる宮城のご当地キャラクター」がキャッチコピーで、2014年12月にLINEスタンプとTwitterでデビューし、2015年7月には河北新報PR大使、2016年3月には宮城県警採用広報キャラクターに抜擢されるなど活躍中。公式グッズも多数発売されている。

## 出身有名人
- 板橋恵 - バレーボール選手（2005、2006、2007年日本代表）
- 佐藤忠良 - 彫刻家
- 原阿佐緒 - 歌人
- DJポリス - 警察官[26]
- 穀田屋十三郎[27] - 酒屋で篤志家
- 櫻井美樹 - バレーボール選手：ヴィクトリーナ姫路
- 及川瑞基 - 卓球選手（2020年 全日本卓球選手権大会 男子シングルス 優勝）
- 小野寺賢人 - プロ野球選手
- 太田あかり - 女性演歌歌手